# Grossman–Stiglitz-paradoxon
A Grossman–Stiglitz-paradoxon egy paradoxon, amelyet Sanford J. Grossman és Joseph Stiglitz írt le az American Economic Review-ban 1980-ban megjelent közös publikációjukban. Eszerint az információs szempontból tökéletesen hatékony piacok létezése lehetetlen, mivel ha az árak tökéletesen tükrözik a rendelkezésre álló információkat, akkor haszontalan az pénzügyi eszközökről való információ gyűjtése, ebben az esetben pedig nincs értelme a tőzsdei kereskedésnek, aminek a piac hatékonyságát fent kellene tartania.

## Megfogalmazása a klasszikus elmélet keretében
Az elmélet felismeri, hogy a befektetők racionálisan nem viselik az információgyűjtés költségeit, hacsak nem számíthatnak rá, hogy magasabb hozamot várhatnak, mint ha egyszerűen elfogadják a piaci árakat. Ezenkívül a modern közgazdaságtan felismeri, hogy amikor a belső értéket nehéz meghatározni, mint például a részvények esetében, vagy ha vannak kereskedési költségek, akkor még több lehetőség van az árnak az értéktől való eltérésére.
Ebből következően az indexalapokat vagy ETF-eket vásárló befektetők a pénzügyi tanácsadók szolgáltatásaiért fizető befektetők rovására profitálnak, akár közvetlenül, akár közvetve az aktívan kezelt alapok megvásárlása révén.

## Fordítás
Ez a szócikk részben vagy egészben  a   Grossman-Stiglitz Paradox című angol Wikipédia-szócikk ezen változatának fordításán alapul.  Az eredeti cikk szerkesztőit annak laptörténete sorolja fel. Ez a jelzés csupán a megfogalmazás eredetét és a szerzői jogokat jelzi, nem szolgál a cikkben szereplő információk forrásmegjelöléseként.